# Серафим (Мендзелопулос)
Митрополит Серафим ( грец. Μητροπολίτης Σεραφείμ в миру Христос Мендзелопулос, грец. Xρήστος Μεντζελόπουλος (29 грудня 1956 , Афіни )    ) - єпископ Елладської православної церкви ; митрополит Пірейський (з 2003).
Відомий своєю політичною активністю, регулярними публічними заявами проти екуменізму та інших явищ, які, на його переконання, суперечать християнській моралі.

## Біографія
Народився 29 грудня 1956 року в Афінах.
У 1978 році закінчив університет в Афінах. З 1978 по 1980 роки проходив військову службу. У 1980 році вступив на роботу юристом.
У 1980 році вступив до монастиря Пенделі, де був пострижений у чернецтво з ім'ям Серафим і висвячений на ієродиякона. У 1981 році висвячений на ієромонаха архієпископом Афінським Серафимом. У 1984 році закінчив богословський факультет Афінського університету. З 1981 по 2001 рік настоятель парафій в Афінах і Секретар Церковного Суду. У 1981 році возведений у сан архімандрита.
З 2000 по 2001 рік - редактор видавництва св. Антонія.

## Єпископське служіння
21 січня 2001 висвячений на єпископа Аделаїдського, вікарія Австралійської архієпископії Константинопольського патріархату, де до 2002 року був помічником архієпископа Австралійського Стіліана (Харкіанакіса).
У 2003 році повернувся до Греції, де трудився в столичному регіоні, будучи титулярним митрополитом Христианупольським. З 2005 року виконував обов'язки секретаря Священного синоду Елладської православної церкви.
19 березня 2006 року під час своєї інтронізації на Пірейський кафедру відмовився прийняти традиційні подарунки, зазначивши, що не шукає слави і земних задоволень, але що його девізом було ніколи не бажати ні золота, ні срібла, і що він вважає за краще краще давати, ніж брати. У своїй інтронізаційній промові митрополит Серафим наголосив, що зробить все можливе, щоб «стати батьком всіх, переживати біль і печаль віруючих, для яких мої двері будуть завжди відкриті» .
У травні 2006 року він закликав бойкотувати фільм « Код да Вінчі » і однойменну книгу Дена Брауна, по якій було знято картину, заявивши: «Це антиісторичний, абсолютно брехливий і безглуздий роман, з якого тепер ще й голлівудський фільм роблять» .
Виступив проти візиту Папи Римського Бенедикта XVI на Кіпр .
У березні 2010 року направив лист королеві Великої Британії Єлизаветі II і послу Великої Британії в Афінах з приводу висловлювання співака Елтона Джона про те, що нібито Ісус Христос був гомосексуалом, заявляючи, що співак цим висловлюванням образив релігійні почуття християн.
Засудив рішення Архієрейського синоду Сербської православної церкви про відсторонення від обов'язків єпископа Рашсько-Призренський Артемія (Радосавлевіча), а також виступив із зверненням у зв'язку з підготовкою Всеправославною собором .
5 січня 2011 року в підтримку заяв митрополита Серафима виступила праворадикальна молдавська організація «Товариство святої Матрони Московської».
30 березня 2012 року професура арістотелівської університету в Салоніках звернулася з листом до члена Священного синоду Елладської православної церкви з вимогою дати оцінку висловлюванням митрополита Серафима .
8 липня 2013 року в зв'язку з поїздкою патріарха Константинопольського Варфоломія в Мілан для участі в екуменічному святкуванні 1700-річчя Міланського едикту, виступив з негативним відгуком про діяльність патріарха як підриває єдність православного світу .
У листопаді 2013 року в посланні грецькому Парламенту розкритикував плани уряду про послаблення законодавства щодо легалізації одностатевого партнерства і попередив, що будь-який парламентарій, який вирішив підтримати цей захід, буде негайно відлучений від церкви .
Митрополит Серафим - противник «зловмисної діяльності відлучених, відокремлених і нерукоположённих мирських осіб в розколі, яких антиканонічність і без  канонічної процедури, яка приписується священними канонами, помилково відновив Святий і Священний Синод високоповажного Вселенського Патріархату».

## Оцінка поглядів
У відповідь на «антисемітські висловлювання» ієрарха , які пролунали 22 грудня 2010 року в ефірі телеканалу Mega TV  про роль євреїв у фінансових проблемах Греції, члени Уряду 23 грудня засудили точку зору митрополита:
Як зазначив прес-секретар грецького уряду, кабінет виступає проти проявів расизму і ксенофобії, від кого б вони не виходили. Помічник прем'єр-міністра Греції Папандреу опублікував заяву, в якій повідомив, що обов'язок уряду засудити висловлювання митрополита: «Це - образа Греції, образа нашої культури, це образа єврейської громади, яка є невід'ємною частиною суспільства» .
У своїй статті грецькому порталу Amen.gr піддав різкій критиці рабина Салонік Морхед Фрізіса, звинувативши прихильників іудаїзму в сатанізмі. Сам митрополит не схильний вважати свої висловлювання антисемітськими.